# 마카로니펭귄

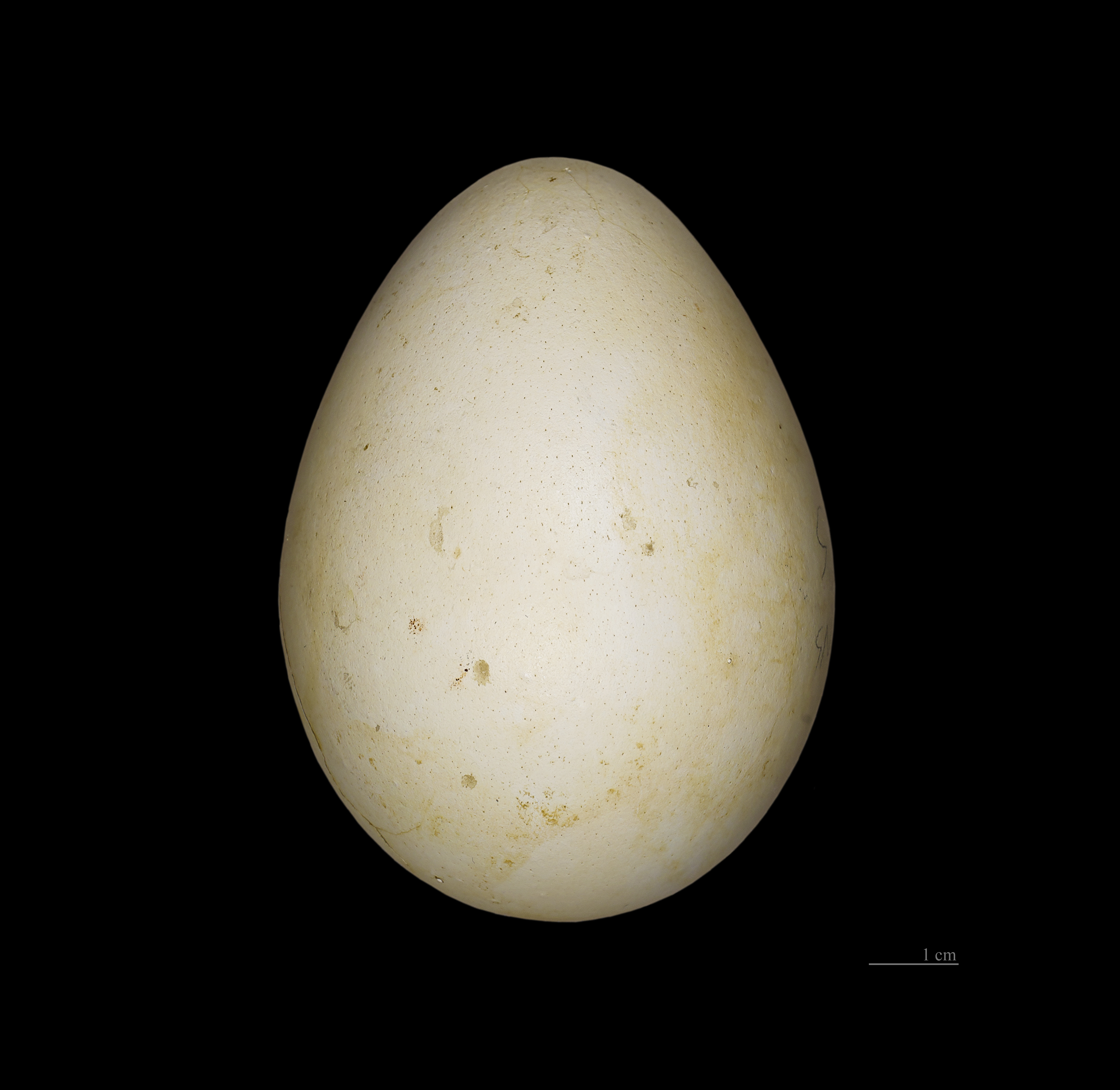
마카로니펭귄의 알

마카로니펭귄(영어: Macaroni Penguin)은 펭귄의 한 종류이다. 위도가 낮은 남극권에 서식하며, 얼굴 위쪽으로 노란 볏이 있어 다른 종과 구분된다. 몸무게는 4.2kg에 몸길이는 70cm 정도이다.

## 생김새
마카로니펭귄은 몸집이 크고 볏이 달린 펭귄으로, 외형적으로는 왕관펭귄속(Eudyptes)에 있는 다른 펭귄과 비슷하다. 어른 펭귄의 길이는 평균 70cm(28인치)이며 몸무게는 성별, 일년 중 시기별에 따라 차이가 난다. 수컷은 알을 품은 후 3.3kg(7파운드) 또는 털갈이 후 3.7kg(8파운드)에서 털갈이 전 6.4kg(14파운드)가 평균 무게이고, 반면에 암컷은 평균 무게는 3.2kg(7파운드)에서 털갈이 전 5.7kg(13파운드)까지이다. 표준 측정치 중 두꺼운 부리(입을크게 벌린상태)는 7~8cm(2.8~3.1인치)이며, 부리의 두께는 1센티미터 내외이다. 날개는 어깨부분부터 끝까지 약 20.4cm(8.0인치)이고 꼬리는 9-10cm(3.5~3.9인치)이다. 머리, 턱, 목, 그리고 등쪽 부분은 검은색이고 하얀색 부분과 경계선이 뚜렷하게 구분된다. 새로 생긴 검은 깃털은 푸르스름한 빛을 띠고, 늙으면 갈색을 띤다. 가장 두드러진 특징은 이마 중앙 부분에 생긴 노란 볏이 목 뒤쪽까지 수평으로 뻗어 있다는 점이다. 지느러미는 모서리에 흰 선이 나있고 위쪽 표면은 파란색-검은색 색상을 띠고 아래쪽은 대부분 하얀색이며 끝부분과 가장자리 부분은 검은색이다. 크고 둥글납작한 부리는 오렌지-갈색이다. 홍채는 빨갛고, 부리에서 눈까지의 아래부분에서는 분홓빛이 도는 부분이 발견된다. 다리과 발은 분홍색이다. 수컷과 암컷의 생김새가 비슷하지만 수컷이 약간 큰 경향이 있다. 또한 수컷의 경우 평균 부리의 길이가 6.1cm(2.4인치)이고 암컷의 경우는 5.4cm(2.1인치)가 평균 부리의 길이이다. 이는 암수를 구별하는데 사용되었다. 
어린 펭귄들은 작은 몸집, 황갈색의 부리, 목과 턱쪽의 어두운 회색의 털 그리고 없거나 또는 머리 깃털이 생겨나지 않은 것으로 구분되는데, 종종 노란색 깃털이 흩어져 있다. 볏은 번식하기 1,2년 전인 3~4년된 펭귄에서 완전하게 자란다. 마카로니 펭귄의 털갈이는 1년에 한번하는데, 오래된 깃털을 모두 교체하는 과정을 거친다. 마카로니 펭귄들은 털갈이 전에 2주동안 지방축적을 하는데 그 이유는 털이 없으면 먹이를 찾아 물속에 들어갈 수 없어서 털갈이 기간 동안 아무것도 못 먹기 때문이다. 이 과정은 보통 3~4주가 걸리며, 마카로니 펭귄들은 해안가에 앉아서 이 시간을 보낸다. 일단 끝이나면, 펭귄들은 바다로 돌아가고 봄에 짝짓기를 하기 위해 그들의 식민지로 돌아간다. 전반적인 생존율은 잘 알려져 있지 않다. 사우스조지아섬에서 성인 펭귄의 성공적인 복귀는 3년동안 49%에서 78%사이로 다양했으며, 그 다음 해에 복귀한 성인 펭귄의 약 10%는 번식을 하지 않았다.

## 분포 및 서식지
1993년 논평에서는 마카로니펭귄이 최소 11,841,600쌍의 펭귄으로 전 세계에서 가장 풍부한 종이라고 추정했다. 마카로니펭귄은 남극 부근에서 남극 반도에 이르기까지 분포하며, 50개의 지역에서 최소 216개의 번식 서식지가 있다고 기록되어있다. 남아메리카에서 마카로니펭귄은 칠레 남부와 포클랜드 제도, 조지아 남부와 사우스샌드위치 제도, 오크니 제도에서 발견된다. 그들은 또한 남극 대륙과 남극 반도의 대부분에 거주하는데, 여기에는 사우스 셰틀랜드 제도, 부베트 섬, 프린스 에드워드 섬과 마리온 섬, 크로핏 제도, 케르겔렌 제도, 그리고 허드 섬과 맥도널드 섬이 포함된다. 먹이를 찾는동안 펭귄들은 호주, 뉴질랜드, 브라질 남부, 트리스탄다 쿠냐, 남아프리카의 섬까지 범위가 북상할 것이다.